# Leonhard Kaupisch
Leonhard Kaupisch (ur. 1 września 1878 w Bitterfeld, zm. 26 września 1945 w Weimarze) – niemiecki generał, uczestnik I i II wojny światowej, w tym agresji na Polskę i ataku na Danię.

## Życiorys
Kaupisch wstąpił do wojska w 1898 roku i rok później został awansowany do stopnia podporucznika. W latach 1907–1909 ukończył szkolenie w Akademii Wojny w Lichterfelde, po czy został awansowany na porucznika. Od 1911 roku służył w Sztabie Generalnym w Berlinie. W 1913 roku został awansowany do stopnia kapitana.
W czasie I wojny światowej pracował na różnych stanowiskach w Sztabie Generalnym. W 1917 roku został awansowany do stopnia majora. Otrzymał także Krzyż Żelazny (II klasy) i Krzyż Kawalerski Orderu Rodu Hohenzollernów.
Po zakończeniu wojny, kontynuował karierę w Reichswehrze. Otrzymał przydział do Gruppenkommando 2 w Kassel. W 1923 roku objął dowództwo 7. (Bayer.) Artillerie-Regiment i awansował na podpułkownika. Następnie przeniósł się do szkoły artylerii w Jüterbog, gdzie w 1927 roku został mianowany pułkownikiem. Kontynuował karierę w artylerii. Generałem porucznikiem został w 1932 roku i odszedł z armii.
1 kwietnia 1934 roku wstąpił do Luftwaffe, gdzie w grudniu 1935 roku został mianowany generałem lotnictwa. W marcu 1938 roku odszedł z Luftwaffe, jednak na początku 1939 roku ponownie wstąpił do wojska.
W czasie agresji na Polskę dowodził Korpusem Kaupisch. W połowie września 1939 roku objął stanowisko zarządcy wojskowego okręgu Gdańsk-Prusy Zachodnie. Od listopada 1939 roku dowódca XXXI Dowództwa Korpusu (przemianowanego na LXXX Korpus Armijny. W 1940 roku dowodził wspomnianą jednostką podczas ataku na Danii, będącą częścią operacji Weserübung.
W okresie kwiecień-czerwiec 1940 roku był dowódcą wojsk okupacyjnych w Danii, później awansowany do stopnia generała artylerii, pozostał dowódcą XXXI Korpusu Armijnego do 1942, kiedy to przeszedł w stan spoczynku. Zmarł śmiercią naturalną 26 września 1945 w Weimarze.